# Interview (revista)
Interview é uma revista norte-americana apelidada de Bola de cristal do pop.
O formato da revista teve sucesso em permanecer consistente: 60% de matérias e 40% de propaganda. Logo após a morte de Warhol em 1987, passou a ser publicada pela Brant Publications Inc., de propriedade do empresário Peter Brant. A revista foi relançada pelo diretor editorial Fabien Baron em setembro de 2008, com Kate Moss na capa. O conteúdo da publicação pode ser encontrado online e via aplicativo disponível no iTunes.

## História
Fundada nos fins de 1969 por Andy Warhol, a revista contava com revelações íntimas de algumas das maiores celebridades artísticas, músicos e pensadores criativos do mundo. As entrevistas não eram editadas e apresentadas na íntegra ou editadas à moda excêntrica de Warhol, como no caso de The Philosophy of Andy Warhol.
Nos primórdios, cópias da revista eram entregues à multidão; este foi o começo da sua circulação, que flutuou em torno de 230 mil. Conforme alcançava o fim da vida, Warhol abandonou o dia-a-dia da revista e um editorial de estilo mais convencional foi introduzido pelo editor Bob Colacello. Contudo, Warhol continuou a agir como porta-voz da revista, distribuindo exemplares na rua para passantes e criando eventos de assinatura ad hoc nas ruas de Manhattan, na cidade de Nova Iorque.
No dia 21 de maio de 2018 foi anunciado o encerramento da revista por conta de problemas judiciais e financeiros que lhe acercavam. O título teve edições publicadas em outros países como no Brasil, de 1980 até 1995; Rússia, publicada até dezembro de 2016, e na Alemanha, que ainda continua sendo publicada.

### Refundação
Em 6 de setembro de 2018, a Interview anunciou sua 521.ª edição. A revista foi comprada por Kelly Brant e Jason Nikic, com algumas notícias sugerindo que a propriedade intelectual da marca voltaria para Peter Brant.